# 熱帶風暴布拉萬 (2018年)
熱帶風暴布拉萬（英語：Tropical Storm Bolaven，國際編號：1801，聯合颱風警報中心：WP012018，菲律賓大氣地球物理和天文服務管理局：Agaton）是2018年太平洋颱風季第1個被命名的熱帶氣旋。「布拉萬」（ບໍລະເວນ，國際音標：[bɔːˈlaʔʋeːn]）一名由老撾提供，即布拉萬高原。布拉萬也是西北太平洋有紀錄以來第三早形成並被命名的風暴。此名字為第四次使用，前三次使用分別在2000年、2005年和2012年。布拉萬為熱帶低氣壓時在菲律賓南部造成水患，有3人因此罹難。

## 發展過程
一個低壓區於棉蘭老島東方海面發展，是該海域短時間內形成的第三個熱帶氣旋，前兩個分別為啟德和天秤。日本氣象廳在2017年12月30日下午2時的天氣圖將此系統標記為熱帶低氣壓，2018年1月1日中央氣象局在下午2時的天氣圖將此系統標記為熱帶性低氣壓，菲律賓大氣地球物理和天文服務管理局在下午5時將此系統命名為Agaton（亞加頓），日本氣象廳在晚上8時發出烈風警報。亞加頓在1月2日凌晨1時通過錫亞高島，香港天文台在上午5時將該低壓區升格為熱帶低氣壓，聯合颱風警報中心在同一時間將阿加頓升格為熱帶性低氣壓，給予熱帶氣旋編號「01W」。其所在海域的垂直風切變偏低，水温達攝氏28度，大多氣象部門預測會獲得日本氣象廳的命名，但預測在經過南海中部後就因海溫偏低而開始減弱，之後登陸菲律賓的領土六次，日本氣象廳在3日上午9時率先將該熱帶低氣壓升格為熱帶風暴，給予編號1801，並命名為布拉萬，不久後中央氣象局也將布拉萬升格為輕度颱風，国家气象中心在上午11時25分跟隨，香港天文台在下午2時亦跟隨。
不過，進入海溫較低的南海中部，使布拉萬開始減弱，4日上午5時香港天文台將布拉萬降格為熱帶低氣壓，國家氣象中心在8時22分將布拉萬降格為熱帶低壓，日本氣象廳在23分鐘後將布拉萬降格為熱帶低氣壓，中央氣象局在數分鐘後將布拉萬降格為熱帶性低氣壓，聯合颱風警報中心在上午11時發出最後一份報告，隨者布拉萬的環流中心變得難以辨識，下午2時8分國家氣象中心對布拉萬停止編號，香港天文台在不久後將布拉萬降格為低壓區，日本氣象廳在晚上8時的天氣圖上認為布拉萬已消散，而中央氣象局標記為殘餘低壓，並在24小時後認為已消散。

### 事後調整
聯合颱風警報中心在2019年10月發表的最佳路徑中，將其巔峰上調至35節（約65公里/每小時）。

## 影響

### 菲律賓
當地發出之最高風暴信號：一號風暴信號
菲律賓大氣地球物理和天文服務管理局在1月1日下午5時發出一號風暴信號，當時布拉萬位於希納圖安東北偏東約175公里。之後，保和島被列入紅色警報範圍，表示受水浸影響的可能性較高，促使3個市級地方政府下令當地居民強制撤離。布拉萬為菲律賓南部帶來大雨，造成水浸和山泥傾瀉，宿霧島有兩人因而喪生。1月2日，由於馬希格河的河水氾濫，船隻受困宿霧省。造成航班延誤，大約2,300名旅客被困在數個港口內。東內格羅省部分地區的電力中斷。在曼達維市有大約200座房屋被淹沒，東米薩米斯省23戶家庭合共132人受水浸影響而需要疏散，部分學校在1月3日宣佈停課。受布拉萬和一道冷鋒影響，阿爾拜省降下大雨，造成該省的低窪地區水浸。隨著布拉萬進入南海，管理局在3日上午5時取消風暴信號，當時布拉萬移至普林塞薩港西北方175公里。

## 熱帶氣旋警告使用紀錄
| 菲律賓大氣地球物理和天文服務管理局 風暴信號 | 菲律賓大氣地球物理和天文服務管理局 風暴信號 | 菲律賓大氣地球物理和天文服務管理局 風暴信號 |
| ------------------------------------------- | ------------------------------------------- | ------------------------------------------- |
| 上一熱帶氣旋                                | 一號風暴信號                                | 下一熱帶氣旋                                |
| 颱風天秤                                    | 一號風暴信號                                | 熱帶風暴三巴                                |

## 外部連結
| 太平洋颱風季             |
| 主題頁 - 專題 - 編輯指南 |

- （英文）颱風2000：各氣象部門對布拉萬的預測路徑集合 （页面存档备份，存于）
- （英文）美國太空總署：相關資料 （页面存档备份，存于）
- （日語）日本氣象廳：數位颱風網資料（日文版 （页面存档备份，存于）、英文版 （页面存档备份，存于））、熱帶風暴布拉萬最佳路徑圖 （页面存档备份，存于）、1801最佳路徑數據（日文版 （页面存档备份，存于）、英文版）、2018年熱帶氣旋最佳路徑數據 （页面存档备份，存于） （页面存档备份，存于）
- （英文）美國聯合颱風警報中心：01W最佳路徑數據 （页面存档备份，存于）、熱帶風暴布拉萬最佳路徑圖 （页面存档备份，存于）
- （英文）美國海軍研究實驗室：01W檔案 （页面存档备份，存于）
- （繁體中文）臺灣交通部中央氣象局：颱風資料庫——輕度颱風布拉萬
- （繁體中文）香港天文台：2018年1月熱帶氣旋概述 （页面存档备份，存于）、實時天氣稿（1月2日 （页面存档备份，存于）－3日 （页面存档备份，存于）－4日 （页面存档备份，存于））

| 前任 2012年 | 太平洋颱風季名稱 布拉萬 Bolaven | 現任 |